# Муравець (Люблінське воєводство)
Муравець (пол. Murawiec) — село в Польщі, у гміні Тереспіль Більського повіту Люблінського воєводства. Населення — 80 осіб (2011).

## Історія
За даними етнографічної експедиції 1869—1870 років під керівництвом Павла Чубинського, у селі проживали лише греко-католики, які розмовляли українською мовою.
У 1975—1998 роках село належало до Білопідляського воєводства.

## Демографія
Демографічна структура станом на 31 березня 2011 року:
|          | Загалом | Допрацездатний вік | Працездатний вік | Постпрацездатний вік |
| -------- | ------- | ------------------ | ---------------- | -------------------- |
| Чоловіки | 41      | 9                  | 28               | 4                    |
| Жінки    | 39      | 6                  | 17               | 16                   |
| Разом    | 80      | 15                 | 45               | 20                   |